# 斬 歌舞伎
『斬 歌舞伎』（ざん かぶき）は、2002年2月28日に発売された、ライトウェイト開発、元気販売のXbox用対戦型格闘ゲームである。